# Giovanni Maria Pagliardi
Giovanni Maria Pagliardi (Gènova, 1637 - Florència, 1702) fou un compositor italià actiu en la cort del ducat de Florència en els últims anys del segle xvii. Potser havia estat abans a Viena. Va compondre òpera i música sacra.
No se sap gaire res de la seva formació. El primer esment d'un compositor a Gènova data del 1660. Almenys des de 1662 va ser mestre de capella del «Giesù di Genova»

## Obra

### Òperes
- Caligola delirante (melodramma, llibret de Domenico Giaberti, 1672, Teatro Santi Giovanni e Paolo de Venècia)
- Lisimaco (dramma per musica, llibret de Cristoforo Ivanovich, 1673, Teatro Santi Giovanni e Paolo de Venècia)
- Il Numa Pompilio (dramma per musica, llibret de Matteo Noris, 1674, Teatro Santi Giovanni e Paolo de Venècia)
- Il pazzo per forza (dramma per musica, llibret de Giovanni Andrea Moniglia, 1687, Florència)
- Il tiranno di Colco (dramma musicale, llibret de Giovanni Andrea Moniglia, 1688, Florència)
- Il Greco in Troia (festa teatrale, llibret de Matteo Noris, 1689, Teatro della Pergola de Florència)
- Attilio Regolo (dramma per musica, llibret de Matteo Noris, 1693, Florència)

### Altres obres
- L'innocenza trionfante, oratori (1660, Gènova)
- 5 motets per 1-3 veus i baix continu
- Diverses cantates de cambra, àries, madrigals, etc.